# 落葵薯
落葵薯（学名：Anredera cordifolia），又稱川七、藤三七、藤子三七、小年藥、土三七、藤七、馬德拉藤、洋落葵。为落葵科落葵薯属的植物。分布在南美热带地区以及中国的云南、福建、浙江、四川、广东、江苏、北京等地，目前已由人工引种栽培。

## 别名
马德拉藤（经济植物手册） 藤三七（云南） 藤七（四川植物志）

## 种下等级
- Boussingaultia gracilis Miers var. pseudobaselloides Bail.

## 藥用價值
藤、珠芽、塊根可入藥，性味微苦、性溫，能滋補強壯、消腫散瘀。
土三七具有一定毒性，不可与五加科人参属的三七混淆，亦不可当作补品日常食用。

## 外部連結
- 藤三七, Tengsanqi （页面存档备份，存于） 藥用植物圖像數據庫 (香港浸會大學中醫藥學院) （繁體中文）（英文）